# Sylvie Kinigi

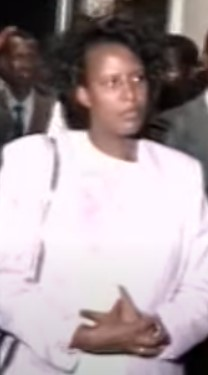
Sylvie Kinigi

Sylvie Kinigi (* 24. November 1953) war vom 10. Juli 1993 bis zum 7. Februar 1994 Premierministerin von Burundi. Sie spielte eine zentrale Rolle in der Vermittlung zwischen den ethnischen Gruppen der Hutu und Tutsi während des Bürgerkriegs. Sie setzte sich entschieden für die Versöhnung und den nationalen Aufbau ihres Landes ein. Trotz der chaotischen und gefährlichen politischen Umstände in Burundi, einschließlich des Mordes an Präsident Ndadaye und mehreren seiner Minister, demonstrierte Kinigi Führungsstärke und Ruhe, bevor sie sich schließlich für eine Position bei den Vereinten Nationen entschied.

## Leben und Wirken
Sylvie Kinigi gehört der ethnischen Gruppe der Tutsi an; ihr Ehemann ist Hutu. Zusammen haben sie fünf Kinder. Kinigi studierte an der Universität von Burundi und arbeitete danach im sozialen Bereich. Anschließend übernahm sie eine Tätigkeit als wirtschaftliche Beraterin des Premierministers. Sie begann ihre Karriere im Bankensektor und war als Wirtschaftswissenschaftlerin davon überzeugt, dass die Überwindung des ethnischen Konflikts zu einer gemeinsamen Anstrengung des nationalen Aufbaus führen könnte, die sich in einer wirtschaftlichen Entwicklung des Staates niederschlagen würde.
Nach der Wahl Melchior Ndadayes zum Präsidenten von Burundi ernannte dieser sie zur Premierministerin. Das sollte ein Zeichen für die Bemühungen sein, die beiden ethnischen Gruppen des Landes zu versöhnen. Ndadaye war Hutu und wollte mit der Ernennung Kinigis das Misstrauen unter den Tutsi abschwächen und ein Zeichen der Versohnung setzen. Kinigi erklärte, dass die Zusammenführung der Ethnien oberste Priorität in ihrer Politik habe.
Der Beginn des Bürgerkriegs in Burundi führte zu gewaltsamen Übergriffen gegen die jeweils andere ethnische Gruppe. Präsident Ndadaye und sechs seiner Minister wurden von aufständischen Tutsi am 21. Oktober 1993 ermordet.
Kinigi suchte Zuflucht in der französischen Botschaft und erklärte im staatlichen Rundfunk, dass die Gruppe, welche eine Machtergreifung angestrebt hatte, zerschlagen worden sei. Anfang November, kurz nach dem blutigen Putschversuch, gewann Kinigis Regierung allmählich wieder die Kontrolle, bat jedoch die Vereinten Nationen und die Organisation Afrikanischer Einheit um die Entsendung von Truppen. Die von ihr in dieser Situation demonstrierte Macht verschaffte ihr die Unterstützung von Armeegenerälen, die ihr ganzes Gewicht zur Seite stellten, und demonstrierte damit Besonnenheit und Führungsstärke in einer Zeit, in der die Nation sofortige Führung benötigte.
Am 5. Februar 1994 erklärte das Parlament den früheren Agrarminister Cyprien Ntaryamira zum Präsidenten. Am 7. Februar 1994 trat Anatole Kanyenkiko – ebenfalls Tutsi wie sie – ihre Nachfolge an und Kinigi übernahm einen Posten im Finanzsektor.